# Humphrey Campbell
Humphrey Campbell (Moengo, 26 februari 1958 – Dronten, 25 maart 2024) was een Nederlands-Surinaamse zanger.

## Biografie
Humphrey won in 1973 in Suriname een muziekfestival en ontving als hoofdprijs een tournee door Europa. Hij bleef echter in Nederland. Zijn eerste schreden in de Nederlandse showbizz zette hij in deze periode bij Oscar Harris & The Twinkle Stars.
In 1982 begon Campbell aan zijn studie zang met bijvak piano aan de afdeling lichte muziek van het Hilversums Conservatorium. Hij studeerde in 1987 af als Docerend Musicus en Uitvoerend Musicus en ging doceren aan hetzelfde conservatorium.
Campbell werkte in 1989 mee aan de musical A Night At The Cotton Club, met onder anderen de zangeressen Ruth Jacott, Denise Jannah en Madeline Bell.
Hij vertegenwoordigde Nederland tijdens het Eurovisiesongfestival 1992 in Zweden. Met het lied Wijs me de weg behaalde hij de negende plaats. In zijn achtergrondkoor stond Ruth Jacott. Als wederdienst stond hij een jaar later in haar achtergrondkoor op het Eurovisiesongfestival 1993 in Ierland, waar zij een zesde plaats wegsleepte.
Naar een idee van radio-dj Frits Spits schreef hij het nummer Buseruka (tekst van Coot van Doesburgh), dat Jacott zong tijdens een televisieactie voor Rwanda op 7 augustus 1994 op het Museumplein in Amsterdam. Vervolgens legde Campbell zich toe op het produceren van artiesten als Jacott en Timeless. Als sessiezanger dook hij op bij dezelfde artiesten, alsmede op drie cd's van Paul de Leeuw.
Met zijn broers Charles en Carlo trad Humphrey Campbell in 1997 weer op de voorgrond als zanger. Zijn nieuwe groep CC Campbell putte uit het close harmony-soulrepertoire. Het resulteerde in het album Souls In Harmony.
In 1999 produceerde Campbell het Ruth Jacott-album Vals Verlangen. Twee jaar later, in 2001, produceerde hij het debuutalbum van Your Big Break-winnares Judith. In datzelfde jaar was hij ook coproducent van het album Engelen Uitgezonderd van Rob de Nijs. Campbell was in 2002 met het duo Fluitsma & Van Tijn coproducent van het album Tastbaar van Ruth Jacott.

## Persoonlijk
Campbell was de oom van zangeres Raffaëla Paton (winnares Idols III in 2006) en rapper Glen Faria. Hij had met Ruth Jacott een langdurige relatie, die in 2011 eindigde.
Campbell overleed op 25 maart 2024 aan de gevolgen van kanker, op 66-jarige leeftijd. Hij stelde zijn lichaam ter beschikking van de wetenschap.

## Discografie

### Singles
- 1975 I Really Love You
- 1977 Angel
- 1977 Long Lonely Christmas
- 1979 Saturday Night
- 1980 Heaven's Full Of Angels
- 1992 True Hearts
- 1992 You're So Good
- 1992 Wijs me de weg
- 1992 No Questions

1956: Jetty Paerl + Corry Brokken · 
1957: Corry Brokken · 
1958: Corry Brokken · 
1959: Teddy Scholten · 
1960: Rudi Carrell · 
1961: Greetje Kauffeld · 
1962: De Spelbrekers · 
1963: Annie Palmen · 
1964: Anneke Grönloh · 
1965: Conny Vandenbos · 
1966: Milly Scott · 
1967: Thérèse Steinmetz · 
1968: Ronnie Tober · 
1969: Lenny Kuhr · 
1970: Hearts of Soul · 
1971: Saskia & Serge · 
1972: Sandra & Andres · 
1973: Ben Cramer · 
1974: Mouth & MacNeal · 
1975: Teach-In · 
1976: Sandra Reemer · 
1977: Heddy Lester · 
1978: Harmony · 
1979: Xandra · 
1980: Maggie MacNeal · 
1981: Linda Williams · 
1982: Bill van Dijk · 
1983: Bernadette · 
1984: Maribelle · 
1986: Frizzle Sizzle · 
1987: Marcha · 
1988: Gerard Joling · 
1989: Justine Pelmelay · 
1990: Maywood · 
1992: Humphrey Campbell · 
1993: Ruth Jacott · 
1994: Willeke Alberti · 
1996: Maxine & Franklin Brown · 
1997: Mrs. Einstein · 
1998: Edsilia Rombley · 
1999: Marlayne · 
2000: Linda Wagenmakers · 
2001: Michelle · 
2003: Esther Hart · 
2004: Re-union · 
2005: Glennis Grace · 
2006: Treble · 
2007: Edsilia Rombley · 
2008: Hind · 
2009: Toppers · 
2010: Sieneke · 
2011: 3JS · 
2012: Joan Franka · 
2013: Anouk · 
2014: The Common Linnets · 
2015: Trijntje Oosterhuis · 
2016: Douwe Bob ·
2017: OG3NE · 
2018: Waylon · 
2019: Duncan Laurence · 
2021: Jeangu Macrooy · 
2022: S10 ·
2023: Mia Nicolai & Dion Cooper ·
2024: Joost Klein ·
2025: Claude
- Gemeinsame Normdatei: 134777786
- International Standard Name Identifier: 0000 0000 4318 6803
- Library of Congress Control Number: no95036480
- MusicBrainz: 0e8f4bb3-c9bc-48b4-8308-2795622650f1
- Virtual International Authority File: 24185113